# Derby de Lisbonne
Le derby de Lisbonne oppose le SL Benfica et le Sporting CP, deux clubs basés dans la capitale du Portugal. L'opposition porte d'autres surnoms comme le Derby éternel (portugais : Derby eterno) ou Derby de la capitale (portugais : Derby da Capital). Le surnom de Clássico da Segunda Circular (Classique de la Segunda Circular) est également utilisé.
Au-delà de la proximité géographique, se symbolisant notamment par les terrains des deux clubs qui sont à peine séparés de trois kilomètres, la rivalité est amplifiée sportivement par les titres glanés par les deux équipes parfois l'une aux dépens de l'autre. Le Benfica et le Sporting se sont aussi disputés pour le transfert d'Eusébio, qui rejoint finalement les Aigles au lieu du Sporting, maison-mère de son club d’origine le Sporting Clube de Lourenço Marques.

## Derby féminin
Les sections féminines du Benfica et du Sporting disputent également le derby lisboète.

### Histoire
Le premier derby féminin de l'histoire est un match amical organisé pour soutenir les victimes du cyclone Idai au Mozambique, le 30 mars 2019 au stade du Restelo. Le Sporting s'impose 1-0 grâce à un penalty de Joana Marchão devant 15 204 spectateurs, un record pour le football féminin portugais.
Après la promotion du Benfica, les deux formations se retrouvent ensuite en championnat, à partir de la saison 2019-2020. Le 19 octobre 2019, le premier derby de Lisbonne officiel se solde par une victoire 3-0 des aigles. Nycole Raysla inscrit le premier but pour le Benfica.
Le 28 août 2021, le Sporting bat le Benfica 2-0 en finale de supercoupe du Portugal.
Le 21 janvier 2023, pour le premier derby en coupe du Portugal, les Aigles s'imposent 5-0 en quarts de finale devant 15 032 personnes rassemblées au stade de la Luz, établissant un nouveau record pour un match féminin officiel. À cette occasion, l'arbitre sort un carton blanc pour récompenser le fair-play des équipes médicales des deux équipes, venues secourir un spectateur victime d'un malaise. C'est le premier carton blanc distribué lors d'un match professionnel portugais.

### Palmarès
| Équipe      | Championnat du Portugal | Coupe du Portugal    | Coupe de la ligue portugaise | Supercoupe du Portugal | D2       |
| ----------- | ----------------------- | -------------------- | ---------------------------- | ---------------------- | -------- |
| SL Benfica  | 3 (2021, 2022, 2023)    | 1 (2019)             | 3 (2020, 2021, 2023)         | 2 (2019, 2022)         | 1 (2019) |
| Sporting CP | 2 (2017, 2018)          | 3 (2017, 2018, 2022) | 0                            | 2 (2017, 2021)         | –        |

## Navigation